# Antonia García Valls
Antonia García Valls (la Vall d'Uixó, 4 de juliol de 1966) és una mestra i política valenciana, diputada al Congrés dels Diputats en la VIII i IX Legislatures.
Llicenciada en dret per la Universitat de València, ha estat professora d'Ensenyament Secundari en l'especialitat d'Administració d'Empreses. A les eleccions municipals espanyoles de 1999 fou escollida regidora de l'Ajuntament de la Vall d'Uixó pel PSPV-PSOE, on ha estat portaveu del Grup Socialista, Tinent d'Alcalde i Regidora Delegada de l'Àrea d'Igualtat en la legislatura 2003-2007.
També ha estat sots-secretària general del PSPV-PSOE de l'Agrupació Comarcal de la Plana Baixa a Castelló i diputat a les eleccions generals espanyoles de 2004 i 2008. Ha estat secretària Primera de la Comissió d'Administracions Públiques (2004-2008) i vicepresidenta segona de la Comissió d'Igualtat (2008-2011).